# Psicòstasi

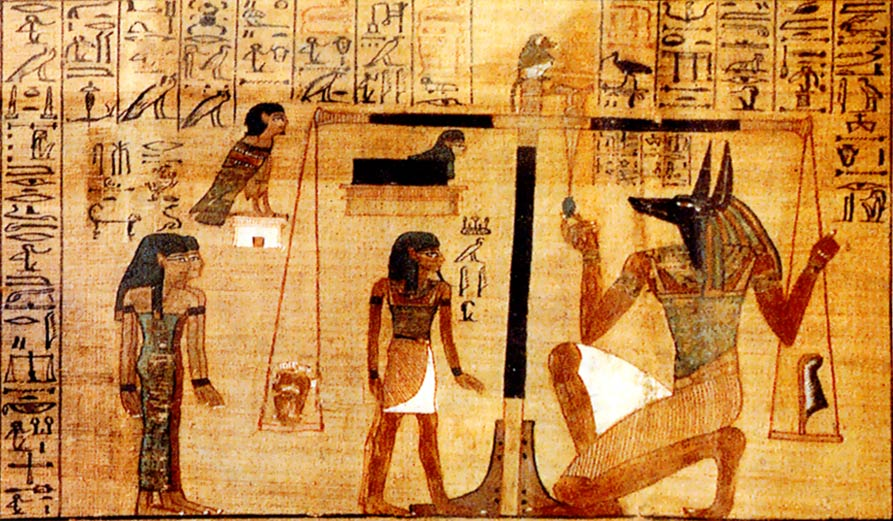
Psicòstasi. Llibre dels morts d'Ani, 1275 aC

La psicòstasi (del grec antic ψυχή psicos "ànima" i στάσις stasis "estabilitat, suport, pes") és un terme que significa pesar les ànimes i es refereix al judici dels morts. A l'antic Llibre dels Morts egipci, ja s'hi fa referència, i el concepte perviu en moltes altres tradicions religioses. A la tradició cristiana, l'arcàngel Miquel és l'encarregat de pesar les ànimes dels difunts i determinar si entren al regne de Déu.

## Mitologia egípcia
Al període des de l'Imperi Nou fins al període ptolemaic, La psicòstasi es refereix a l'antiga idea egípcia que el cor del difunt abans de la unificació de la seva Ba-Soul serà pesat amb el seu cos a la Sala de la Veritat Completa. El pes determinat representa el despreniment de les accions negatives del difunt. Si el cor era massa pesat i, per tant, indicava la inadequació del difunt, s'alimentava al devorador Ammut.
Les ànimes dels difunts (ka) eren pesades, durant la psicòstasi, usant la "ploma de la veritat" que proporcionava Maat, la dea de la veritat i la justícia. Aquesta operació es pot veure a les imatges dels llibres dels morts que acompanyen les mòmies egípcies.
Si l'ànima, representada pel cor del difunt, pesava més que la ploma d'estruç, per causa dels seus pecats, era devorada per Ammit i Babi. Si l'ànima pesava menys, anava al paradís d'illes cobertes de canyes (Aaru). Aquesta operació era supervisada pels déus; Sòcares\Horus duia el mort fins davant Osiris; Anubis vigilava la balança, i Thot registrava el resultat del judici; els quatre fills d'Horus eren representats sobre una flor de lotus oberta, i Isis i Neftis, i darrere els déus del Més Enllà, i pels 42 jutges del Tribunal d'Osiris, encara que alguns aspectes poden variar d'un llibre dels morts a un altre, car no hi ha dos llibres iguals (vegeu: El judici d'Osiris).

## Cristianisme

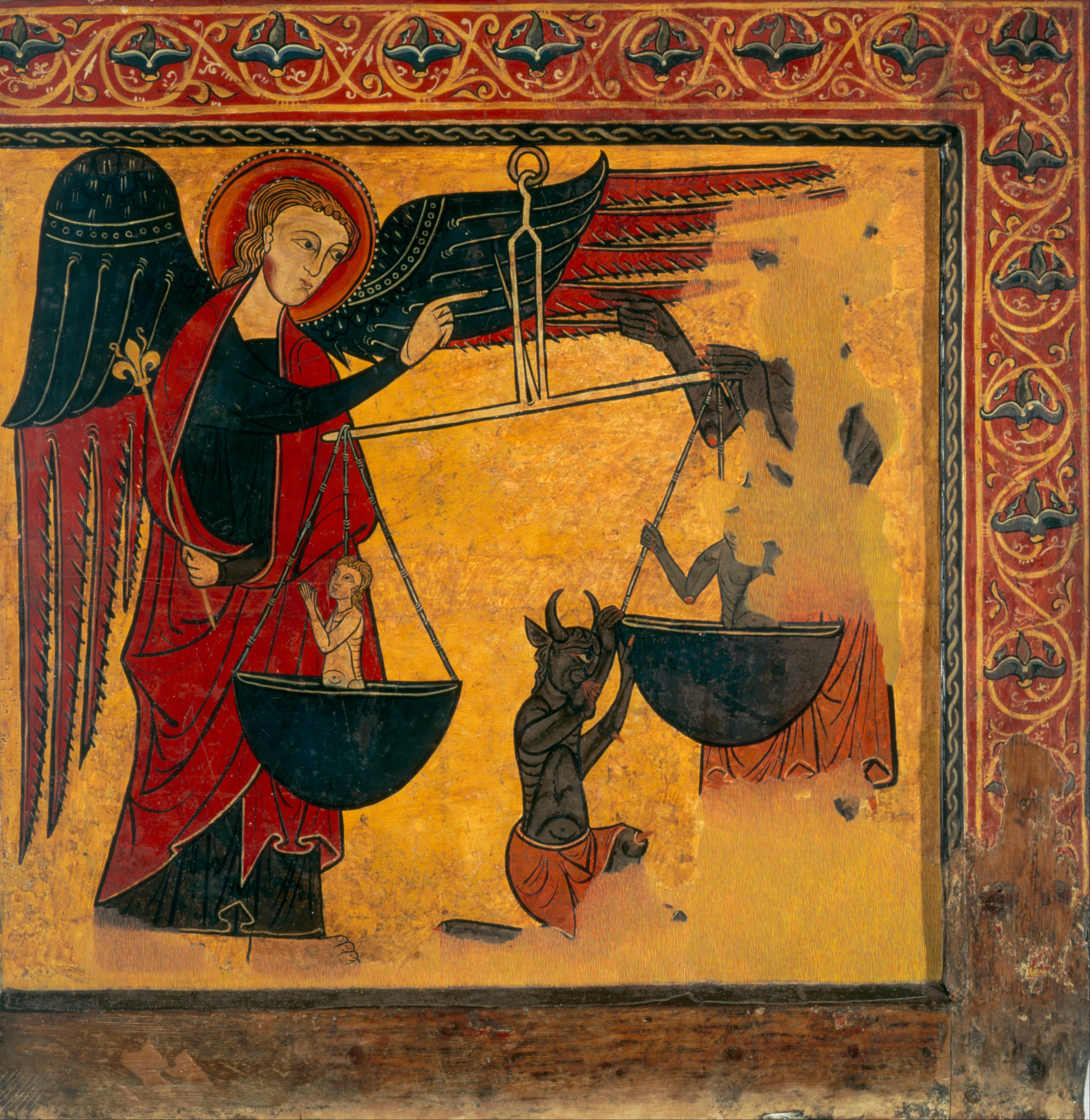
Sant Miquel pesant una ànima. Obra del Mestre de Soriguerola conservada al MNAC

Als llibres de Job i de Daniel, de l'Antic Testament, es fa referència al pesament dels actes de les persones per mesurar si en el conjunt d'aquests actes predomina el bé o el mal (pecat). També se'n parla a l'Apocalipsi d'Esdres. Al llibre de l'Apocalipsi de Sant Joan diu que es jutjaran les ànimes. Això es tradueix, en l'art cristià, en la representació de sant Miquel arcàngel pesant les ànimes, sovint formant part de representacions del Judici Final.

## Altres religions
La religió tradicional de Grècia, l'hinduisme, el budisme, l'islam i el zoroastrisme també inclouen la psicòstasi.